# Black Head-Poulsallagh Complex SAC
Black Head-Poulsallagh Complex SAC este o arie protejată (arie specială de conservare — SAC, sit de importanță comunitară — SCI) din Irlanda întinsă pe o suprafață de 7.800,73 ha, integral pe uscat.

## Localizare
Centrul sitului Black Head-Poulsallagh Complex SAC este situat la coordonatele 53°06′02″N 9°16′06″W / 53.100592°N 9.268223°V.

## Înființare
Situl Black Head-Poulsallagh Complex SAC a fost declarat sit de importanță comunitară în ianuarie 2002 pentru a proteja 1 specie de plante și 1 specie de animale. Situl a fost protejat și ca arie specială de conservare în decembrie 2021.

## Biodiversitate
Situată în ecoregiunea atlantică, aria protejată conține 11 habitate naturale: Recifuri, Vegetație perenă pe țărmurile stâncoase, Dune de coastă fixe cu vegetație erbacee („dune gri”), Cursuri de apă de la nivel de câmpie la nivel montan, cu vegetație Ranunculion fluitantis și Callitricho-Batrachion, Pajiști alpine și boreale, Formațiuni de Juniperus communis pe lande sau pajiști calcaroase, Pajiști uscate seminaturale și facies de acoperire cu tufișuri pe substraturi calcaroase (Festuco-Brometalia) (* situri importante pentru orhidee), Fânețe de joasă altitudine (Alopecurus pratensis, Sanguisorba officinalis), Izvoare petrifiante cu formare de travertin (Cratoneurion), Lespezi calcaroase, Peșteri marine scufundate complet sau parțial.
La baza desemnării sitului se află mai multe specii protejate:
- plante (1): Petalophyllum ralfsii
- păsări (1): Pyrrhocorax pyrrhocorax

Pe lângă speciile protejate, pe teritoriul sitului au mai fost identificate 6 specii de plante, 1 specie de păsări, 2 specii de nevertebrate.